# 三朝北盟會編
《三朝北盟會編》二百五十卷，南宋徐夢莘編，採編年體例，《四庫全書》入史部紀事本末類。
徐夢莘（1126年－1207年），江西清江人，紹興二十四年（1154年）進士，大部份時間在家著述，《三朝北盟會編》成書於光宗紹熙五年（1194年），上帙政和至宣和25卷、中帙靖康75卷、下帙建炎至紹興150卷。記載自政和七年（1117年）海上之盟，迄紹興三十二年（1162年）完顏亮伐宋，共計四十六年宋金關係的史料。三朝是指宋徽宗趙佶、宋欽宗趙桓、宋高宗趙構三朝，該書成書於光宗紹熙五年（1194年），史料收羅廣泛，凡詔敕、制誥、書疏、奏議、記傳、行實、碑誌、文集、雜著等，悉取盡收，按年、月、日標示事目，加以編排，徵引的文獻達二百多種。
全書的重點在於靖康之難，有七十多卷的篇幅只寫一年又四個月的史事。又編《北盟集補》50卷，中、下二帙各25卷，已失傳。《三朝北盟會編》對於記述的異同、存疑者，不加論斷，以備史家去取，雖然“所記金人事跡，往往傳聞失實，不盡可憑；又當時臣僚削奏，亦多誇張無據之詞。梦莘概录全文，均未能持择。”，但保存當時南北文獻風聞之詞，首尾完備，南宋編年史中惟李心傳《建炎以來繫年要錄》足以勝之。
另外，“蒙古”一詞，據屠寄《蒙兀兒史記》稱，始于李志常《長春真人西遊記》，但失考。目前最早記載“蒙古”一詞的是《三朝北盟會編》卷二百四十三引無名氏《煬王江上錄》：“正隆三年二月下詔，小龍虎大王兵五萬，守鎮蒙古。”

## 延伸阅读
[在维基数据编辑]
 在维基文库阅读本作品原文（ 在维基共享资源阅览影像）
 《三朝北盟㑹編 (四庫全書本)》